# Saillagouse
Saillagouse là một xã trong tỉnh Pyrénées-Orientales, vùng Occitanie phía nam nước Pháp. Xã Saillagouse nằm ở khu vực có độ cao 1300 mét trên mực nước biển.